# Porto Rico nos Jogos Paralímpicos de Verão de 2004
Porto Rico participou dos Jogos Paralímpicos de Verão de 2004, que foram realizados na cidade de Atenas, na Grécia, entre os dias 17 e 28 de setembro de 2004.
A delegação porto-riquenha conquista uma medalha de bronze e termina sua participação na 73.ª posição do quadro de medalhas nesta edição das Paralimpíadas.